# Chalorjit Jittarutta
Chalorjit Jittarutta foi uma magistrada tailandesa. Em 1965, tornou-se a primeira mulher juíza na Tailândia. Jittarutta foi nomeada para a magistratura.